# Dianella ensifolia
Espèce
Classification APG IV (2016)
Dianella ensifolia est une espèce de plantes à fleurs de la famille des liliacées selon la classification classique de Cronquist (1981). Mais avec la classification phylogénétique APG IV (2016), le genre Dianella se retrouve dans la famille des Asphodelaceae.

## Description
C'est une plante herbacée de 20 à 80 centimètres de haut.

## Répartition
Madagascar, Inde, Asie du Sud Est, Chine, Australie, Iles du Pacifique.

## Synonymie[3]
- Anthericum adenanthera G. Forst.
- Dianella ensata (Thunb. & Dallm.) R. Henderson
- Dianella javanica Kunth
- Dianella mauritiana Blume
- Dianella montana Blume
- Dianella nemorosa Lam.
- Dianella odorata Blume
- Dianella sandwicensis Hook. & Arn.
- Dracaena ensata Thunb. & Dallm[4].
- Dracaena ensifolia L.
- Phalangium adenanthera Poir.
- Walleria paniculata Fritsch

## Détails

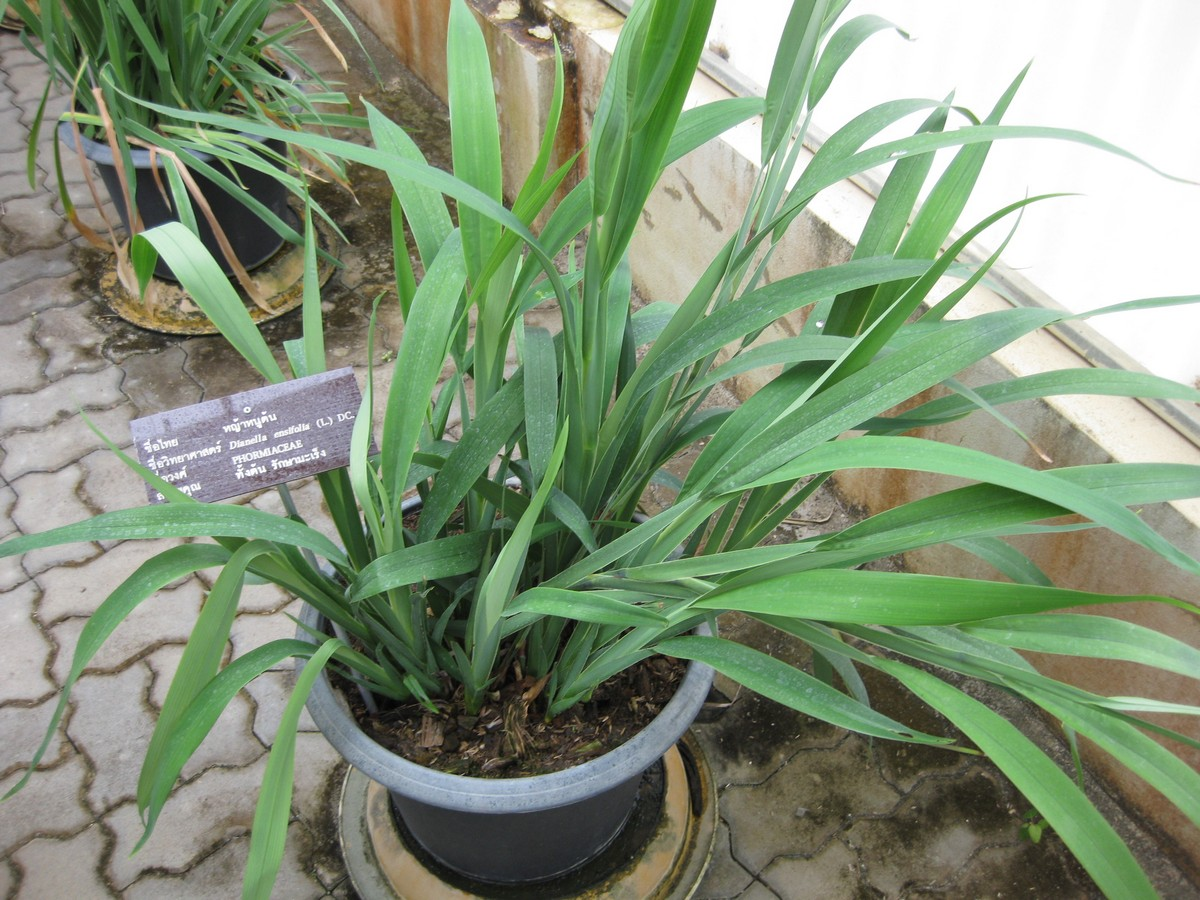
Dianella ensifolia en pot, Jardin botanique de la reine Sirikit, Thaïlande
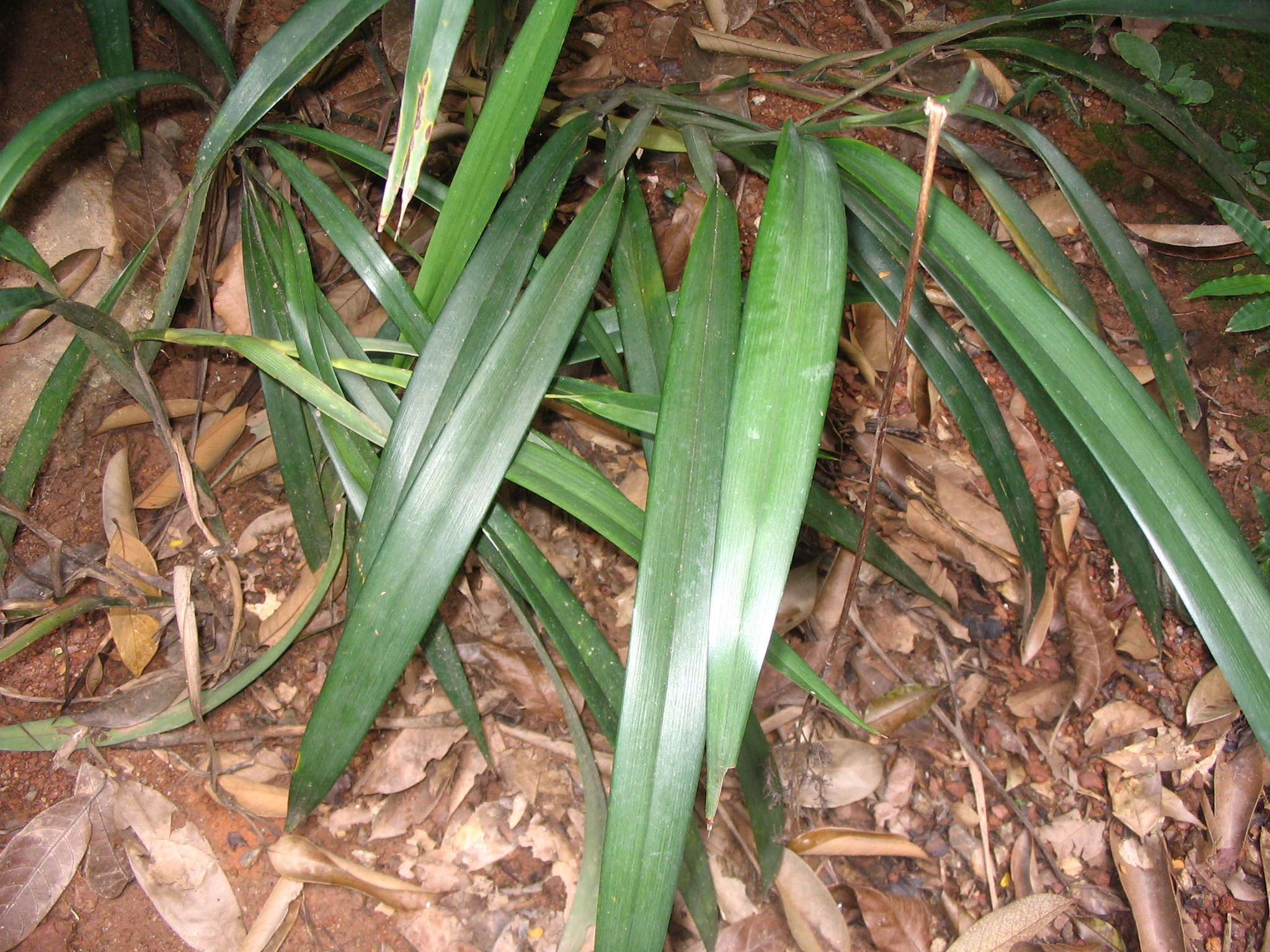
Dianella ensifolia: détail des feuilles.
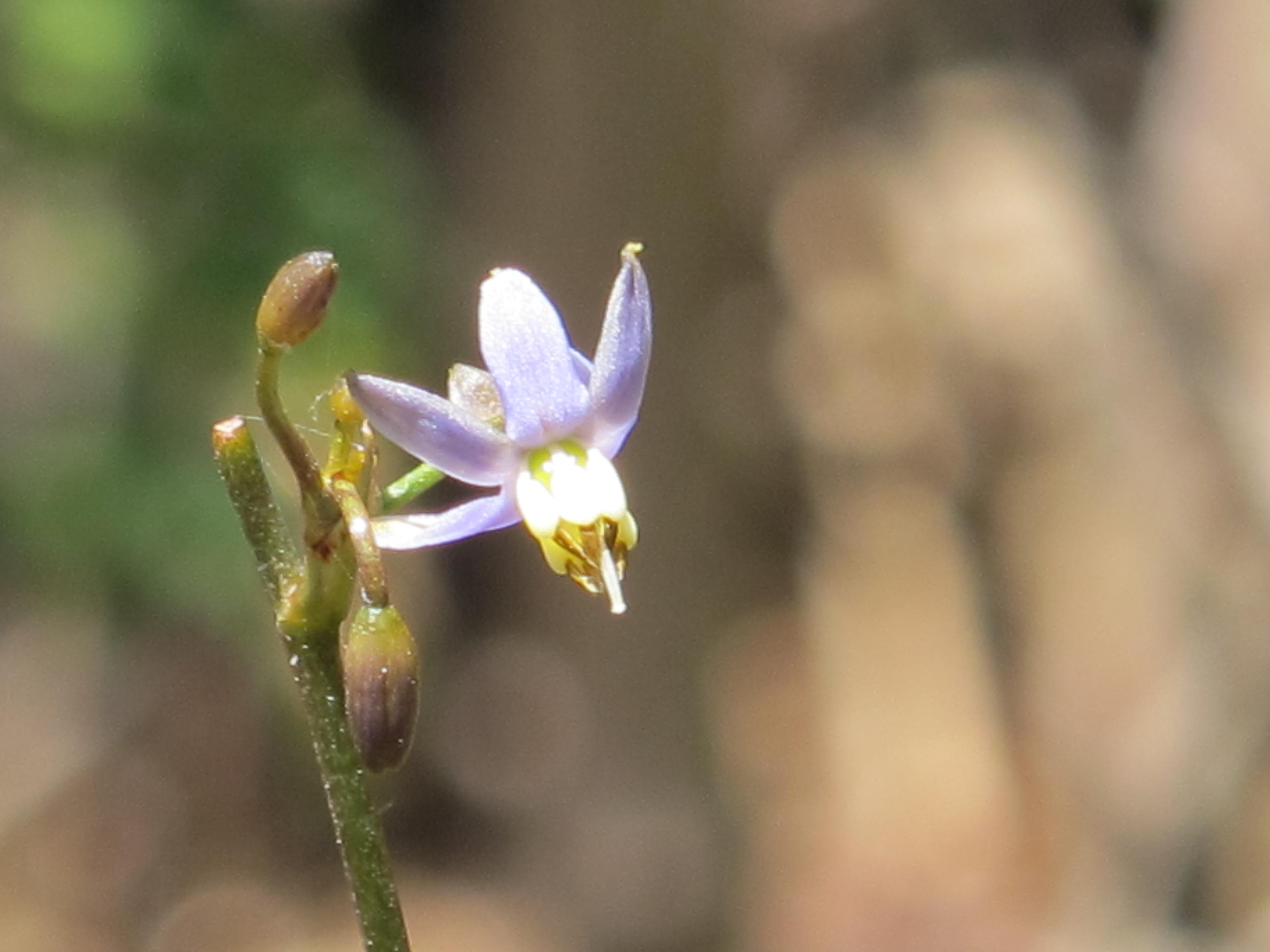
Dianella ensifolia: fleur
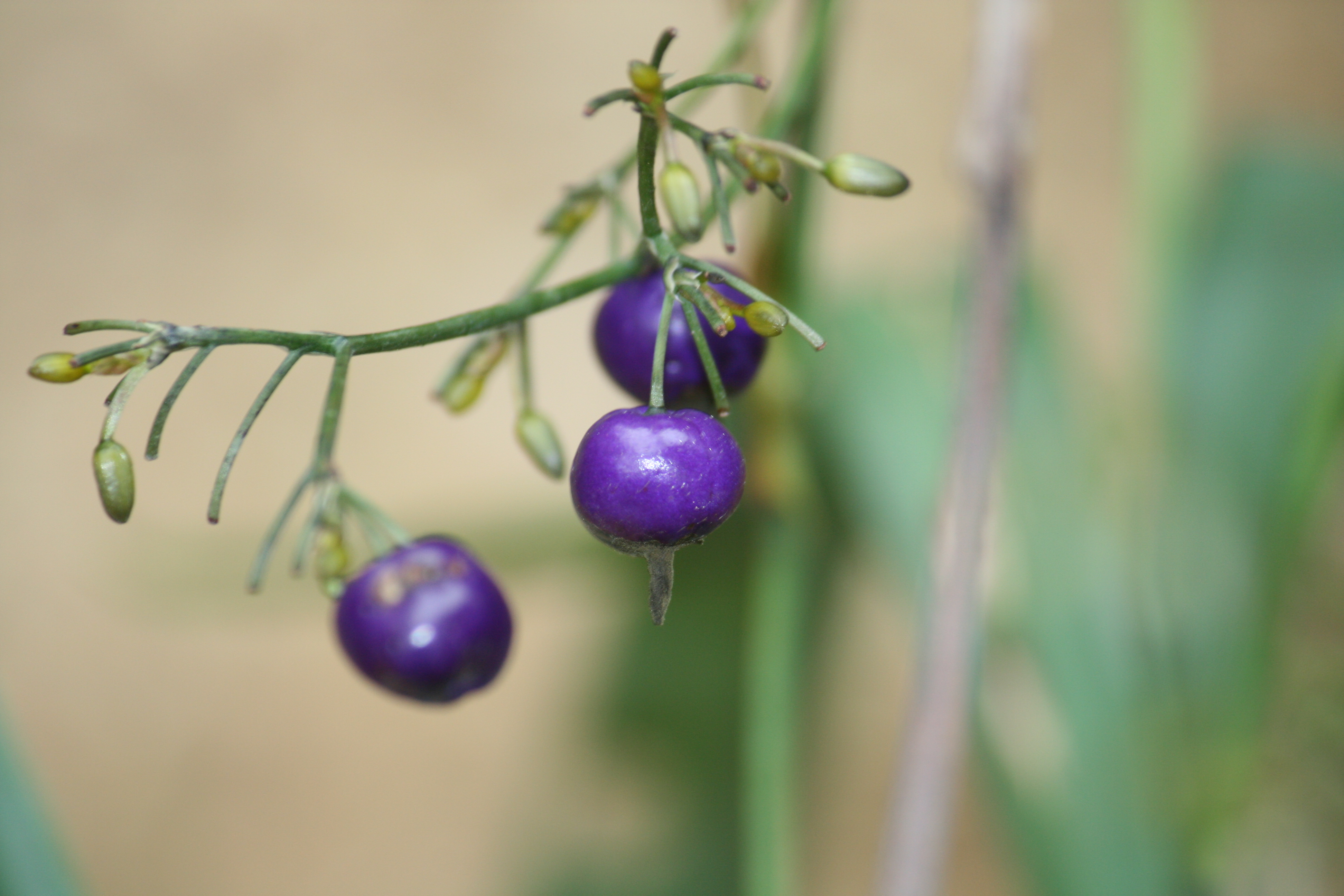
Dianella ensifolia: fruit